# Kemi Adekoyaová
Kemi Adekoyaová (* 16. ledna 1993 Lagos) je bahrajnská atletka, jejíž specializací je hladká čtvrtka.
Do konce roku 2013 reprezentovala Nigérii. V roce 2014 se stala mistryní Asie v běhu na 400 metrů i 400 metrů překážek. Největší dosavadním úspěchem se pro ni stal titul halové mistryně světa v běhu na 400 metrů z roku 2016.

## Osobní rekordy
- 400 m (hala) – 51,45 s (2016)
- 400 m (dráha) – 50,76 s (2016)